# Carel George van Wassenaer Obdam

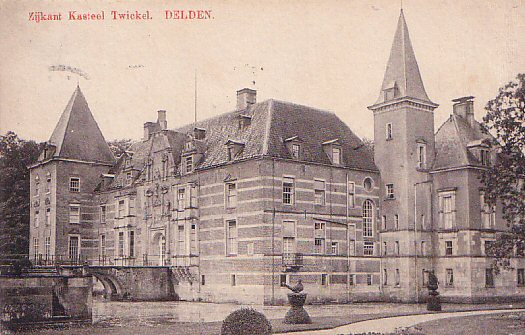
Twickel in 1909

Carel George van Wassenaer Obdam (Den Haag, 6 februari 1733 - aldaar, 21 juli 1800) was vrijheer van Obdam, Zuidwijk, Hensbroek, Spierdijk en Wogmeer, heer van Twickel, Weldam, Olidam, Dubbelink, Kevelham, Hagmeule en Kernhem; grietman van Franekeradeel, lid van de Admiraliteit van Friesland, bewindhebber van de VOC, en afgevaardigde naar Staten-Generaal.
In Twente werd hij bekend door de Twickelervaart, die hij tussen 1771 en 1775 liet graven en die de aanzet voor de ontsluiting van Twente vormde. Als zijn naam gebruikte men vaak (Van) Twickel. Als dijkgraaf kwam hij in 1776 in conflict met Petrus Camper over de verbetering van de Friese dijken.
In 1781 kreeg hij bezoek van keizer Jozef II, die zijn tuin bij het landgoed Zuidwijk met het mooiste uitzicht van Holland wilde zien. Tussen 1782-1785 was Van Wassenaer diplomaat aan het keizerlijk hof in Wenen,  ondanks de tegenwerking van Amsterdam. Hij kreeg te maken met de onderhandelingen over de barrièresteden. Bij het uitbreken van de Keteloorlog in november 1784 werd hij teruggeroepen. In het daaropvolgende jaar werd Van Twickel opnieuw naar Wenen gestuurd om de keizer verontschuldigingen aan te bieden voor het beschieten van een Oostenrijks schip in de Westerschelde. De aankomst was weinig glorieus. Tegen alle verordeningen in liet de keizer zijn rijtuig aanhouden en doorzoeken. In de bagage van Van Twickel werd een grote hoeveelheid smokkelwaar aangetroffen: 'hollandse en indische delicatessen die Wassenaer had meegenomen om Wener kennissen te plezieren. Van Twickel moest worden vervangen.
In 1795 sloot hij zich aan bij de patriotten en werd hij benoemd tot provisioneel-representant voor Overijssel.

## Familie
Carel George was de derde zoon van Unico Wilhelm van Wassenaer Obdam en Dodonea Lucia van Goslinga, een dochter van Sicco van Goslinga. De ouders van Belle van Zuylen zouden hem mogelijk een goede huwelijkskandidaat voor haar hebben gevonden. Zelf schreef ze echter dat zij 'over hem geen minuut zou hoeven nadenken zelfs al bracht hij drie miljoen mee'.
Hij trouwde in 1767 met Jacoba Elisabeth van Strijen (1741-1816), de schatrijke weduwe van Dirck Trip (1734-1763), die de jonge erfgename van Herengracht 516-518 was, wat tegenwoordig het Museum Geelvinck Hinlopen Huis is met ingang aan Keizersgracht 633. (Joan Graafland (1733-1821) huurde van 1768 tot 1800 het pand aan de Herengracht). Uit dit huwelijk werd een zoon geboren.  Carel George woonde op de Kneuterdijk in het huis dat tegenwoordig Paleis Kneuterdijk heet. Later trok hij zich terug op kasteel Twickel en overleed in 1800 in Den Haag. Hij werd bijgezet in de Grote Kerk aldaar. Zijn bezittingen vererfden op zijn zoon Jacob Unico Wilhelm van Wassenaer Obdam (1769-1812).